# Schloss Lenting

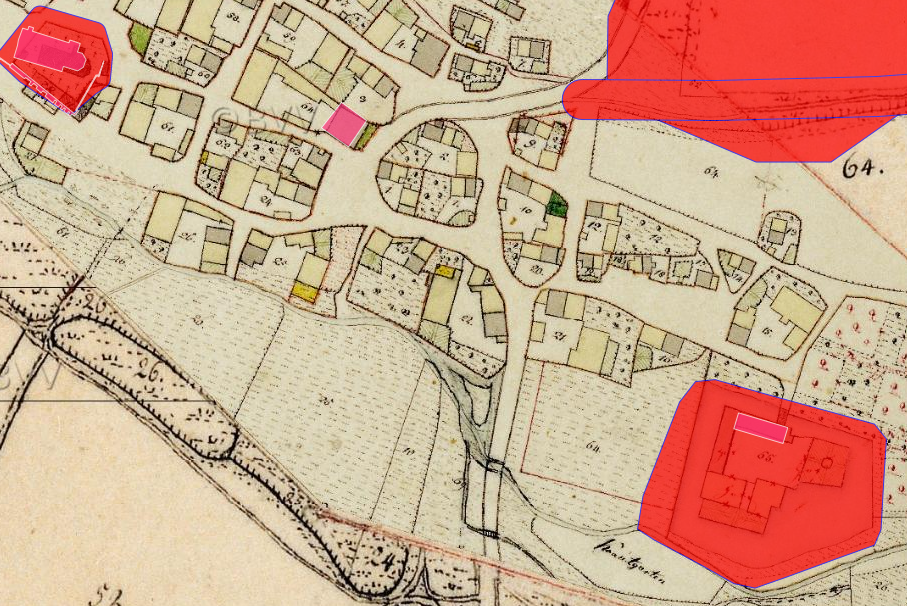
Lageplan von Schloss Lenting auf dem Urkataster von Bayern

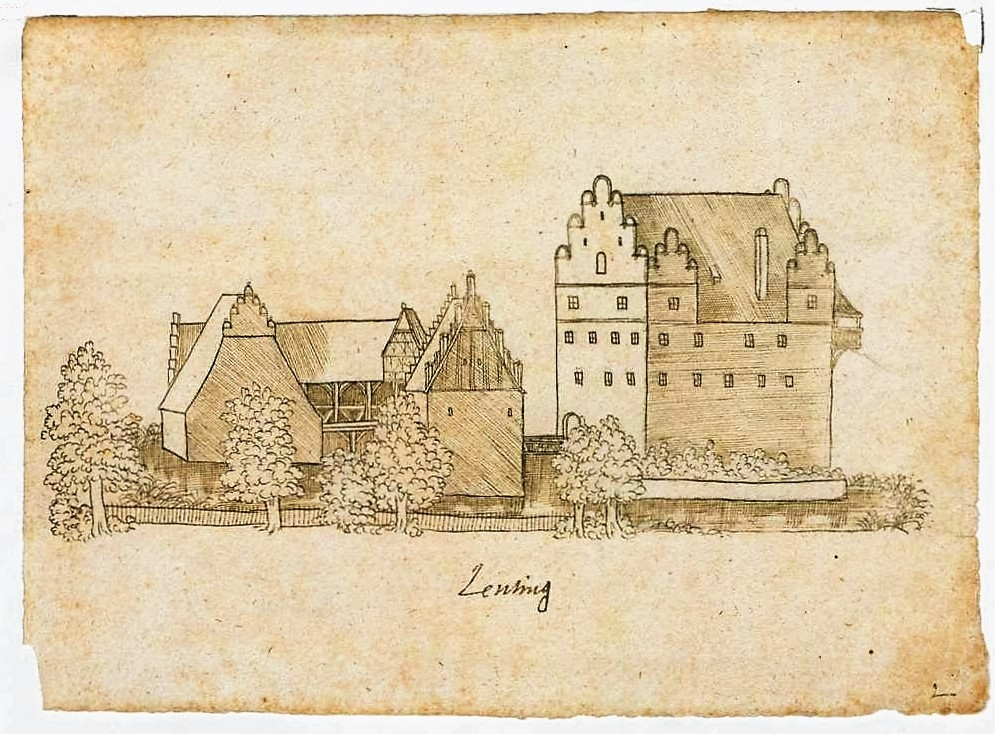
Schloss Lenting nach einem Stich von Philipp Apian (um 1554)

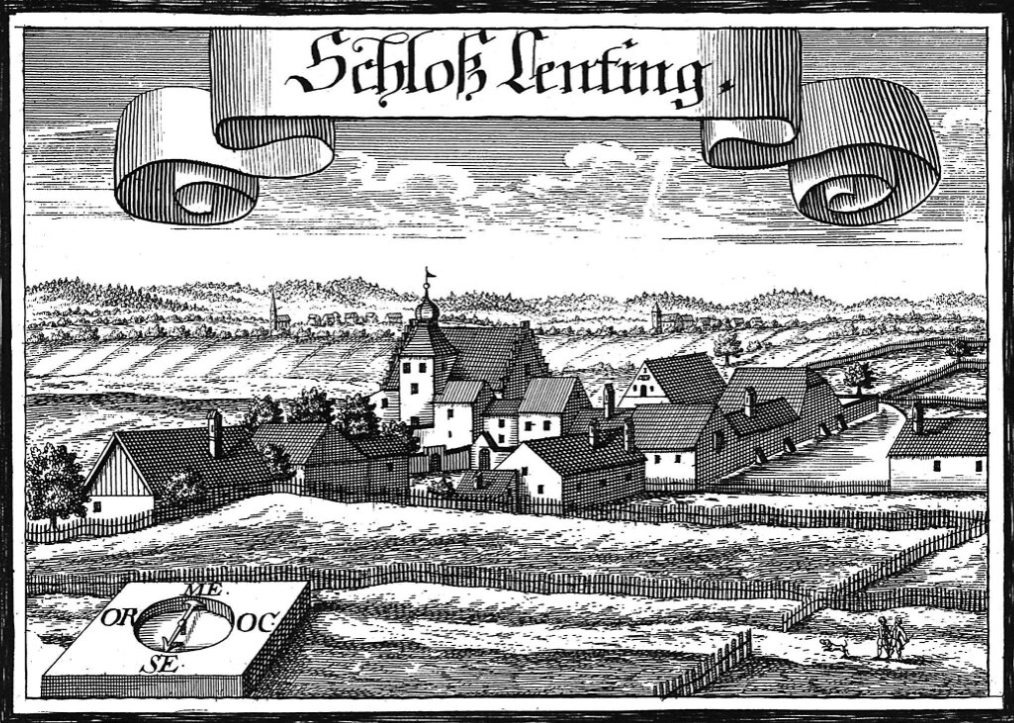
Schloss Lenting nach einem Stich von Michael Wening (ca. 1726)

Schloss Lenting ist ein Schloss in Lenting im Landkreis Eichstätt von Bayern. Das ehemalige Wasserschloss ist heute in Privatbesitz. Die Anlage ist unter der Aktennummer D-1-76-143-5 als Baudenkmal verzeichnet. „Mittelalterliche und frühneuzeitliche Befunde im Bereich des ehem. Hofmarkschlosses von Lenting“ werden zudem als Bodendenkmal unter der Aktennummer D-1-7134-0293 geführt.

## Geschichte
1378 wurde Lenting ein Lehen des „Edlen festen Chunnrat der Ellenbrunner“, ihm folgte 1479 bis in die 1560er Jahre die Familie von Grumbach, unter ihnen auch Argula von Grumbach. Besitzer der adeligen Hofmark waren in der Folge die Grafen Schlickh von Passau, 1575 Wigulaeus Hundt zu Sulzemoos. Ihm folgte 1605 Georg Purchhauser auf Zülling, 1621 Johann Franziskus von Lichtenau. Im Dreißigjährigen Krieg wird der Ort verwüstet. Das Hofmarkschloss wurde dann 1677 erneuert. 1730 kam Lenting an den Grafen von Lodron, 1740 an Joseph Felix Müller von Gnadenegg. Im Jahr 1743 wird das Lentinger Schloss von den Österreichern verwüstet, 1746 aber wieder aufgebaut. Zu dieser Zeit unterstanden der kleinen offenen Hofmark nur sieben Anwesen. 54 Anwesen in Lenting unterstanden dagegen unmittelbar dem Amt Vohburg. Die letzten adligen Hofmarksbesitzer waren Josef Heinrich von Pechmann und die Edlen von Stubenrauch. 1840 erfolgte die Auflösung der Patrimonialgerichtsbarkeit. Das Schloss ist weiterhin in Privatbesitz.

## Beschreibung
Das Schloss liegt etwa 380 m südöstlich der Pfarrkirche St. Nikolaus von Lenting. Es wird beschrieben als zweigeschossiger barocker Wohntrakt mit Walmdach und Putzgliederung.